# コーン星雲
コーン星雲（コーンせいうん、英:Cone Nebula ）は、NGC 2264 (en) を構成する4つの天体の一つで、HII領域である。いっかくじゅう座方向にある。1785年12月26日にウィリアム・ハーシェルが発見し、ハーシェルによりH V.27と命名された。
円錐形状（コーン）をしているためこの名で呼ばれている。円錐の長さは7光年に達する。主に古い年代の文献の中に「とうもろこし星雲」と呼称しているものがあるが、これは円錐（Cone）とトウモロコシ（Corn）を混同した誤訳である。
コーン星雲の周りはクリスマスツリー星団 (Christmas Tree Cluster) が取り囲んでいる。ニュージェネラルカタログの定義によるとNGC 2264は星雲だけではなく、クリスマスツリー星団を含んだ呼称である。
南はNGC 2264の南端から、北は3.9等級で輝くクリスマスツリー星団の位置まで達している。いっかくじゅう座の中では北部に位置し、コーン星雲の北部はプロキオンとベテルギウスを結んだ線の中間位置にくる。
円錐形状は、冷たい水素分子から成る暗黒星雲部分と、NGC 2264で最も輝いているいっかくじゅう座S星 (S Monocerotis) からのイオン化した水素を含む塵が光を発する輝線星雲からできている。NGC 2264の見かけの大きさは20 分である。
この星雲は、非常に大きな天体複合群の一部である。その拡大写真が1997年にハッブル宇宙望遠鏡にて撮影されている。

## ギャラリー

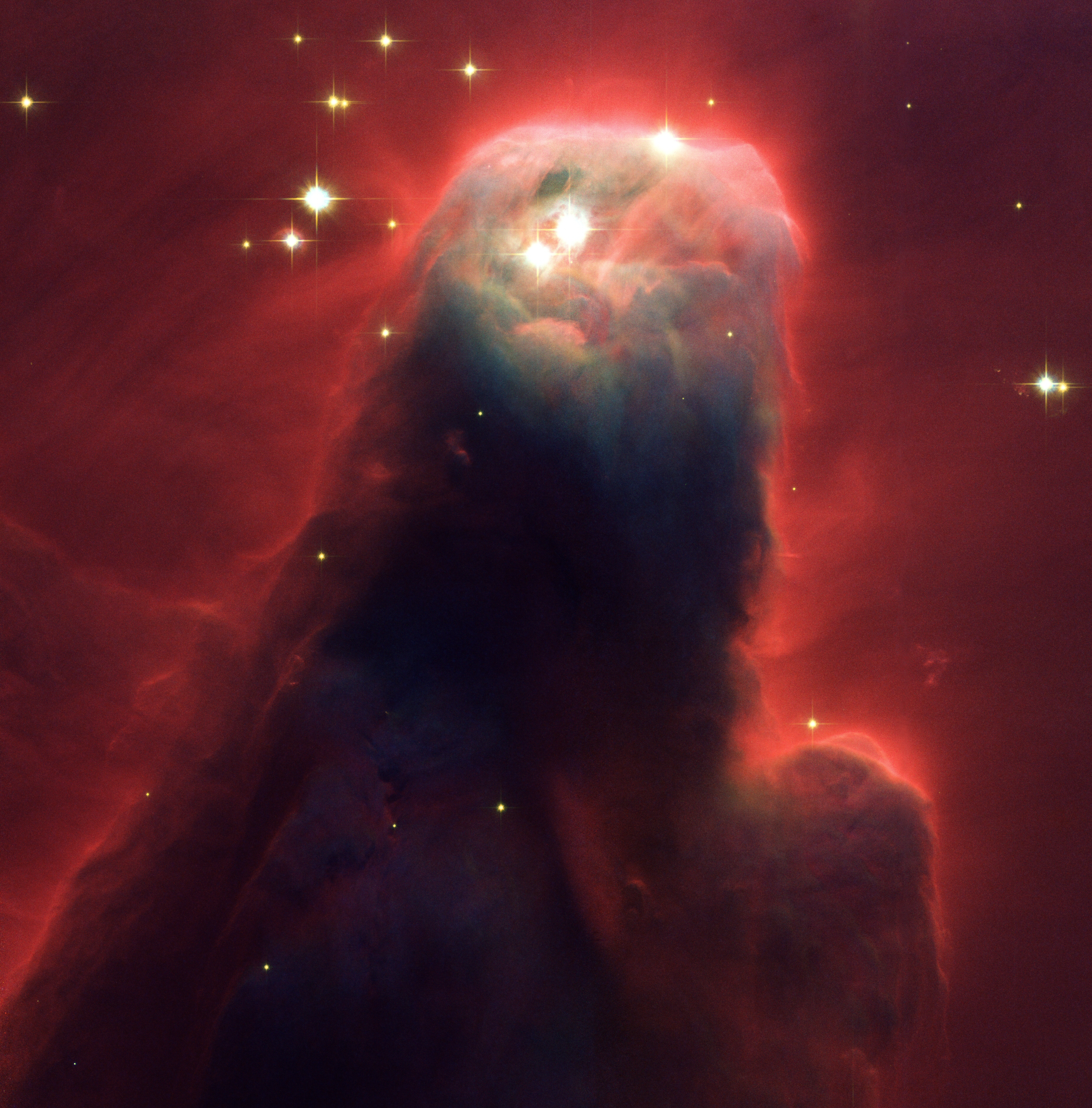
ハッブル宇宙望遠鏡が2002年4月2日に撮影したもの